# M.o.v.e
m.o.v.e（ムーヴ）は、t-kimuraがプロデューサーを務める日本の音楽ユニットである。

## 来歴
- 1997年
  - 10月1日 - 『ROCK IT DOWN』でデビュー。エイベックスレーベルのavex tuneに所属。
- 1998年
  - 1月7日 - 2ndシングル『around the world』発売。
  - TAIPEI J-DANCE FESTIVALでは初海外パフォーマンスを約3万人の前で実現させる[1]。
- 2001年
  - 10thシングル『Gamble Rumble』がオリコンウィークリーチャートで自身初のトップ10に入る。
- 2003年
  - ダラスにて行われたAnimeFESTS!2003に出演[2]。
  - 10月から11月に掛けてライブツアー「DECADANCE PARADE'03」を行う。全8回公演。
- 2004年
  - 8月4日 - ヒップホップとロックを融合したGhetto Rockナンバー『GHETTO BLASTER』をリリース。この楽曲を機にメジャーで活動する幾つかのRap Rockグループからプロデュース依頼を受けたり、同年発売されたアルバムDeep Calmでは突如としてゴシック、インダストリアル・メタルを全面的に投入、ヘヴィメタル専門誌等で絶賛される[要出典]。
- 2005年
  - アメリカ進出に伴う商標登録上の問題によりmoveからm.o.v.eにユニット名を変更。ほぼ時期を同じくして、4ヶ月連続リリースを開始。米iTunes Storeでも楽曲販売が開始される[3]。
  - 23rdシングル『FREAKY PLANET』が米ソニーが提供するグローバルオンライン・リミックスコンテストのAcid Planetに抜擢される。日本人アーティストとしては初めての参加[4]。
- 2006年
  - 1月に4ヶ月連続リリースのシングルを含んだ8thアルバム、『GRID』をリリース。この後1年半近く、新曲のリリースが行われなかった。
- 2007年
  - ドイツ、カッセルで開催されたConnichi2007に出演。4月にはアメリカ、シアトルで開催されたSakura-Con2007に単独出演し約4000人を動員。そのファンが楽曲にあわせてジャンプを始めた為、会場であるコンベンションセンターの建物全体に地震の様な揺れが発生。ライブ会場に設置された4つの巨大スクリーンが落下する危険性も発生し、スタッフ数十人が人力で支えながらの中で演奏が続行された。
  - 28thシングル『SPEED MASTER』において、8-BALLとのコラボレーションに挑戦。他アーティストとのコラボレーションは、今作が初である。国内では7月7日に日本武道館で行われたAnimelo Summer Live 2007 -Generation-A-に初のアニメイベント出演。10月に10周年を迎え、同月3日に記念アルバムとして『10th Anniversary MEGA BEST』（CD+DVDの限定盤とCDのみの通常盤）と『10th Anniversary GIGA BEST』(DVD)を同時リリースした。
- 2008年
  - 3月 - 10周年記念の一環で渋谷 CLUB QUATTROにて行われた『10 YEARS ANNIVERSARY MEGALOPOLIS TOUR 2008 LIVE CD at SHIBUYA CLUB QUATTRO』(CD)と『10 YEARS ANNIVERSARY MEGALOPOLIS TOUR 2008 LIVE DVD at SHIBUYA CLUB QUATTRO』(DVD)をリリースした。Wonder Gooにて購入した購入者には初回特典として『雷鳴-out of kontrol-』のMVにて登場した赤のRX-7(FD3S)のチョロQとスペシャルライブの応募ハガキが付いてくる。
  - 5月11日 - Wonder Goo 守谷店内のGoostにてスペシャルライブを行った。15:00～と17:00～の2部構成で行われ、『10 YEARS ANNIVERSARY MEGALOPOLIS TOUR 2008 LIVE CD at SHIBUYA CLUB QUATTRO』(CD)と『10 YEARS ANNIVERSARY MEGALOPOLIS TOUR 2008 LIVE DVD at SHIBUYA CLUB QUATTRO』(DVD)をWonder Gooで購入した購入者を対象に抽選し150組300名が招待された。
  - 6月7日、6月8日 - お台場で行われた全日本プロドリフト選手権にライブ出演。
  - 8月30日 - さいたまスーパーアリーナで行われたAnimelo Summer Live 2008 -Challenge-に出演。昨年と引き続き、2年連続の参加。
  - 12月2日 - m.o.v.e公式HPにて、リーダーであるt-kimuraの脱退が発表された。avexとの契約は2008年4月に契約解消していた。アーティスト及び芸能活動を終了とし、プロデューサーに専念するとのこと。m.o.v.eのプロデューサーとしての活動は続け、楽曲制作は行っていく。
- 2009年
  - 1月21日 - 9枚目のオリジナル・アルバム『Humanizer』をリリース。
  - 4月4日 - SHIBUYA-AXにて『LIVE TRANSFORM 2009』が行われ、t-kimuraがアーティストとして表舞台で活動する最後のライブになった。アルバム『Humanizer』付属シリアルナンバーを公式サイトの特設ページに入力し応募することで抽選対象となり、当選者にはメールで当選結果が送られ無料招待となった。また、シリアルナンバーを入力することで当日ニコニコ動画で行われていたLIVEの生放送を閲覧することができた[5]。
  - 8月19日 - 初のカバー・アルバム『anim.o.v.e 01』をリリース。中には新曲もあり、ほとんどがAKINOや桃井はるこ、三木眞一郎、ALI PROJECTの宝野アリカらをフィーチャーしたものとなっている。4月4日にSHIBUYA-AXで行われたt-kimuraのラストライブ、『LIVE TRANSFORM 2009』の様子もDVDで収録。
  - 8月23日 - さいたまスーパーアリーナで行われたAnimelo Summer Live 2009 -RE:BRIDGE-に出演[6]。3年連続の参加。
  - 11月12日 - 公式サイトにてyuriの結婚・妊娠を報告[7]。
- 2011年
  - ブラジル、チリ、アルゼンチン、ペルーなど、海外での公演を多数成功。
- 2012年
  - 12月8日 - 2013年3月のライブをもって解散すると公式サイトで発表した[8]。
- 2013年
  - 1月13日 - 東京オートサロンのミニライブでは、頭文字D関連楽曲および本人楽曲ではないにもかかわらず「恋しさと せつなさと 心強さと」を歌唱した。これによりオートサロンの入場料のみで観覧するライブでは最後の参加となった。
  - 2月27日 - 最後のベスト・アルバム『Best moves. ～and move goes on～』をリリース[9]。アニメ『頭文字D Fifth Stage』オープニング・テーマ「Raise Up」、アーケードゲーム『頭文字D　ARCADE STAGE7 AA X(クロス)』オープニング・テーマ「Cross the X」をはじめとする名曲やファン投票により選曲した楽曲、リミックス曲をCD3枚に収録。スペシャルプライス盤付属のDVDには、m.o.v.eの歴史15年の歩みを、見応えのあるドキュメンタリーとして凝縮。期間限定封入特典は、ラストライブ無料招待券抽選コード付属。
  - 3月16日 - 東京・赤坂BLITZでラストライブ『m.o.v.e The Last Show ～Champagne Fight～』を開催し解散した。

## メンバー
| 名前                        | 担当                                                   | 備考 |
| --------------------------- | ------------------------------------------------------ | --- |
| motsu （モツ）              | ラップ ボーカル                                        | - 生年月日: 生年非公開 5月22日 - 本名: 瀬川素公（せがわ もとたか） - 血液型: O型 - ほぼ全ての楽曲の作詞を担当。t-kimura脱退後は、一部楽曲で作曲、編曲も行っている。                                              |
| yuri （ユリ）               | ボーカル                                               | - 生年月日: 1977年2月22日（48歳） - 本名: 益田 祐里（ますだ ゆり） - 血液型: O型 - 一部楽曲で作詞をしている。 |
| 旧メンバー                  |                                                        | |
| t-kimura （ティー・キムラ） | キーボード ギター プログラミング ヴォコーダー ボーカル | - 生年月日: 1968年1月25日（57歳） - 本名: 木村 貴志（きむら たかし） - 血液型: B型 - 2009年まで在籍。 - メンバー在籍時における全ての楽曲の作曲、編曲を担当。脱退後もプロデューサーとして楽曲制作に関わっている。 |

### サポート
- ASAKI（アサキ） ギター担当
- Charlie K（チャーリーケイ） キーボード担当

## 概要

### 結成に至る経緯
Favorite Blueで活動していた木村貴志が、覆面ユニット（結成初期のm.o.v.eのラジオ番組では、FBとのデュエット等、セッション企画も進んでいるとmotsuが発言していた）として考えていた計画を実行に移す為に結成。その中で、オーディション番組『ASAYAN』が開催したとあるオーディションに参加していたyuriに着目。そのオーディションは合格者なしという結果だったが、楽曲に非常にマッチしたことからyuriを正式に抜擢した。moveというグループ名の由来は、「一つの音楽性に落ち着かず、つねに何かを追い求める」。

### 音楽性
- 基本的にyuriが平メロとサビを歌い、間奏部分（もしくはVocalに乗せる形で）にmotsuのRapが入る。
- 楽曲のジャンルはグループ名の由来にあるように限定されておらず、幅広いサウンドスタイルで基本的には多くのジャンルに手広く挑戦するオールラウンドタイプだが、サウンドの基礎部分には電子楽器を用いた俗に言うエレクトリックサウンドやダンスミュージックを導入しているものがほとんどである。
- ライブでは個性的なパフォーマンスをすることが多く、ドラムの代わりに和太鼓を使用したりシンセサイザーの上に立ち上がったり曲の演奏中に半裸の男性（土屋滋生など）を乱入させるなどをした。

#### 楽曲のジャンル
- ユーロビート
- ロック
- プログレッシブ・ロック
- ラウドロック
- バラード
- トランス
- テクノ
- オルタナティブ・ミュージック
- ゴシックメタル
- シンフォニックメタル
- ハードコアテクノ
- ヒップホップ・ミュージック
- ラテン音楽
- ヴォコーダー

### m.o.v.eと頭文字D

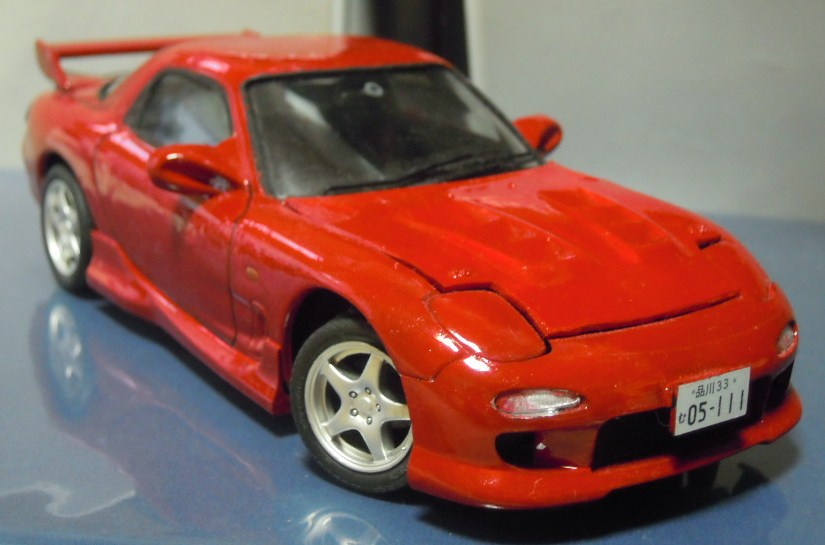
「雷鳴-out of kontrol-」のPVに登場した
マツダ FD3S・RX-7
フジミ模型1/24頭文字Dシリーズより改造

- アニメ『頭文字D』の主題歌をFirst StageからFinal Stageまで、ゲーム『頭文字D ARCADE STAGE』でも2以降で、一部の例外を除いて一貫して担当しており、同作品のイメージが色濃いユニットでもある。攻撃的なビートが、ドリフトのアグレッシブな走行シーンにとてもマッチしている。
- ゲーム雑誌のインタビューやラジオなどで、メンバーがファンである事を過去に明かしている。motsuとt-kimuraの両名はサブカルチャーに深い事はファンにも周知の事実である。「DOGFIGHT」をはじめ、タイトル・歌詞に作中の情景を強く意識した楽曲も非常に多い。愛着も深いのか、過去楽曲の歌い直し・Remixも多い。アニメのサントラには、シングルの新録・Remixを提供している（yuriの歌い方自体も大きく変わっている）。
- 1st Stageでは、主題歌以外にも1stアルバム「electrock」収録曲のほとんどが劇中で挿入歌として使用されている。
- 4th Stageのact.20にゲスト出演する。
- 「FREAKY PLANET」「DISCO TIME」「雷鳴-out of kontrol-」「Angel Eyes」の4ヵ月連続リリースシングルは『頭文字D』とのコラボレーションとして企画され、4曲のPVを組み合わせたショートムービーを制作。アルバム「GRID」のDVDには、この作品の完全版が収録されている。
  - 第1弾「FREAKY PLANET」では、榛名山で撮影。劇中ではハチロクも登場する。
  - 第3弾の「雷鳴-out of kontrol-」では、頭文字Dのスタッフによって制作、メンバー3人が主人公・藤原拓海と共演。[10]
    - motsu（ドライバー）・t-kimura（助手席）・・・赤いFD3S・RX-7（ナンバー「品川33 む 05-111」）
    - yuri・・・拓海のハチロクの助手席

## ディスコグラフィ

### シングル
| 枚   | 発売日         | タイトル                              | 規格品番       | 収録アルバム         | 最高位 |
| ---- | -------------- | ------------------------------------- | -------------- | -------------------- | ------ |
| 1st  | 1997年10月1日  | ROCK IT DOWN                          | AVDT-20009     | electrock            | 36位   |
| 2nd  | 1998年1月7日   | around the world                      | AVDT-20011     | electrock            | 49位   |
| 3rd  | 1998年3月18日  | over drive                            | AVDT-20018     | electrock            | 49位   |
| 4th  | 1998年5月13日  | Rage your dream                       | AVDT-20028     | electrock            | 45位   |
| 5th  | 1998年11月11日 | BREAK IN2 THE NITE                    | AVDT-20035     | worlds of the mind   | 26位   |
| 6th  | 1999年6月30日  | platinum                              | AVCT-30005     | worlds of the mind   | 40位   |
| 7th  | 1999年10月27日 | Blazin' Beat                          | AVCT-30009     | worlds of the mind   | 20位   |
| 8th  | 2000年1月19日  | words of the mind -brandnew journey-  | AVCT-30017     | worlds of the mind   | 44位   |
| 9th  | 2000年7月19日  | sweet vibration                       | AVCT-30018     | Operation Overload 7 | 27位   |
| 10th | 2001年1月11日  | Gamble Rumble                         | AVCT-30034     | Operation Overload 7 | 7位    |
| 11th | 2001年6月13日  | SUPER SONIC DANCE                     | AVCT-30040     | SYNERGY              | 12位   |
| 12th | 2001年8月8日   | FLY ME SO HIGH                        | AVCT-30044     | SYNERGY              | 20位   |
| 13th | 2001年12月19日 | come together                         | AVCT-30048     | SYNERGY              | 17位   |
| 14th | 2002年2月6日   | Romancing Train                       | AVCT-30049     | SYNERGY              | 22位   |
| 15th | 2002年6月26日  | FUTURE BREEZE                         | AVCT-30054     |                      | 22位   |
| 16th | 2002年11月20日 | ¡WAKE YOUR LOVE!                      | AVCT-30060     | 25位                 |        |
| 17th | 2003年6月25日  | BURNING DANCE                         | AVCT-30071     | 27位                 |        |
| 18th | 2003年9月3日   | Painless PAIN                         | AVCT-30077     | DECADANCE            | 39位   |
| 19th | 2004年1月7日   | Blast My Desire                       | AVCT-30081     | Deep Calm            | 29位   |
| 20th | 2004年5月26日  | DOGFIGHT                              | AVCT-30082     | BOULDER              | 43位   |
| 21st | 2004年8月4日   | GHETTO BLASTER                        | AVCT-30088~9/B | BOULDER              | 45位   |
| 22nd | 2005年1月13日  | How To See You Again/Noizy Tribe      | AVCT-30092~3/B | BOULDER              | 28位   |
| 23rd | 2005年9月28日  | FREAKY PLANET                         | AVCT-30102~3/B | GRID                 | 27位   |
| 24th | 2005年10月26日 | DISCO TIME                            | AVCT-30106~7/B | GRID                 | 37位   |
| 25th | 2005年11月23日 | 雷鳴-out of kontrol-                  | AVCT-30112~3/B | GRID                 | 44位   |
| 26th | 2005年12月14日 | Angel Eyes                            | AVCT-30114~5/B | GRID                 | 45位   |
| 27th | 2007年6月20日  | Systematic Fantasy/Good Day Good Time | AVCT-30123     |                      | 52位   |
| 28th | 2007年8月22日  | SPEED MASTER                          | AVCT-30124     | 58位                 |        |
| 29th | 2008年7月2日   | DIVE INTO STREAM                      | AVCT-30129     | Humanizer            | 31位   |
| 30th | 2010年1月13日  | Fate Seeker                           | AVCT-30130     | Dream Again          | 49位   |
| 31st | 2011年3月9日   | oveRtaKerS                            | AVCT-30131     | oveRtaKerS SPIRIT    | 53位   |

#### 配信限定
- FREAKY PLANET (English Version)（2005年9月14日）[注 3]
- Raise Up（2012年11月4日）[注 4]
- 夕愁想花（2013年2月6日）[注 4]
- Outsoar The Rainbow（2014年5月16日）[注 5]

### アルバム

#### オリジナル・アルバム
| 枚   | 発売日        | タイトル             | 規格品番       |
| ---- | ------------- | -------------------- | -------------- |
| 1st  | 1998年6月24日 | electrock            | AVCT-10015     |
| 2nd  | 2000年1月19日 | worlds of the mind   | AVCT-10065     |
| 3rd  | 2001年2月15日 | Operation Overload 7 | AVCT-10091     |
| 4th  | 2002年2月27日 | SYNERGY              | AVCT-10108     |
| 5th  | 2003年9月10日 | DECADANCE            | AVCT-10134     |
| 6th  | 2004年1月28日 | Deep Calm            | AVCT-10140~1/B |
| 7th  | 2005年1月26日 | BOULDER              | AVCT-10152~3/B |
| 8th  | 2006年1月25日 | GRID                 | AVCT-10156~7/B |
| 9th  | 2009年1月21日 | Humanizer            | AVCT-10169     |
| 10th | 2010年3月3日  | Dream Again          | AVCT-10172~3/B |
| 11th | 2011年5月25日 | oveRtaKerS SPIRIT    | AVCT-10177~8/B |
| 12th | 2012年3月7日  | XII                  | AVCT-10182~3/B |

#### リミックス・アルバム
| 枚  | 発売日         | タイトル                              | 規格品番     |
| --- | -------------- | ------------------------------------- | ------------ |
| 1st | 2000年3月23日  | remixers play move                    | AVCT-10073   |
| 2nd | 2000年11月29日 | SUPER EUROBEAT presents EURO movement | AVCT-11896   |
| 3rd | 2001年5月30日  | HYPER TECHNO MIX REVOLUTION I         | AVCT-10099   |
| 4th | 2001年7月25日  | HYPER TECHNO MIX REVOLUTION II        | AVCT-10100   |
| 5th | 2001年10月11日 | HYPER TECHNO MIX REVOLUTION III       | AVCT-10106/7 |
| 6th | 2002年8月28日  | TropicanTrops                         | AVCT-10114   |
| 7th | 2004年5月26日  | FAST FORWARD〜FUTURE BREAKBEATNIX〜   | AVCT-10151   |

#### ベスト・アルバム
| 枚  | 発売日        | タイトル                          | 規格品番       |
| --- | ------------- | --------------------------------- | -------------- |
| 1st | 2002年12月4日 | move super tune -BEST SELECTIONS- | AVCT-10116     |
| 1st | 2004年1月28日 | move super tune -BEST SELECTIONS- | AVAT-91200     |
| 2nd | 2004年3月24日 | REWIND〜singles collection+〜     | AVCT-10142     |
| 3rd | 2007年10月3日 | 10th Anniversary MEGA BEST        | AVCT-10163/4   |
| 4th | 2012年2月8日  | m.o.v.e B-SIDE BEST               |                |
| 5th | 2013年2月27日 | Best moves. 〜and move goes on〜  | AVCT-10186~8/B |

#### ライブ・アルバム
| 枚  | 発売日        | タイトル                                                                   | 規格品番   |
| --- | ------------- | -------------------------------------------------------------------------- | ---------- |
| 1st | 2008年3月19日 | 10 YEARS ANNIVERSARY MEGALOPOLIS TOUR 2008 LIVE CD at SHIBUYA CLUB QUATTRO | AVCT-10167 |

#### カバーアルバム
| 枚  | 発売日        | タイトル        | 規格品番       |
| --- | ------------- | --------------- | -------------- |
| 1st | 2009年8月19日 | anim.o.v.e 01   | AVCT-10170~1/B |
| 2nd | 2010年8月25日 | anim.o.v.e 02   | AVCT-10174~5/B |
| 3rd | 2011年9月7日  | anim.o.v.e 03   | AVCT-10180~1/B |
| 4th | 2012年2月22日 | anim.o.v.e BEST | AVCT-10184~5/B |

### 映像作品
|      | 発売日         | タイトル                                                                    | 規格 | 規格品番   |
| ---- | -------------- | --------------------------------------------------------------------------- | ---- | ---------- |
| MV   | 1998年10月7日  | ELECTRIZE                                                                   | VHS  | AVVT-90003 |
| MV   | 2000年11月1日  | ELECTRIZM                                                                   | VHS  | AVVT-90007 |
| MV   | 2000年11月1日  | overdose pop star                                                           | DVD  | AVBT-91005 |
| MV   | 2002年3月13日  | SYNERGY CLIPS                                                               | DVD  | AVBT-91011 |
| MV   | 2002年6月26日  | FUTURE BREEZE+various works                                                 | DVD  | AVBT-91012 |
| MV   | 2002年11月20日 | ¡WAKE YOUR LOVE!                                                            | DVD  | AVBT-91013 |
| MV   | 2002年12月11日 | move super tune -BEST SELECTIONS-                                           | DVD  | AVBT-91015 |
| MV   | 2003年9月3日   | Painless PAIN                                                               | DVD  | AVBT-91024 |
| MV   | 2004年1月7日   | Blast My Desire                                                             | DVD  | AVBT-91028 |
| MV   | 2004年5月26日  | DOGFIGHT                                                                    | DVD  | AVBT-91029 |
| MV   | 2007年10月3日  | 10th Anniversary GIGA BEST                                                  | DVD  | AVBT-91052 |
| LIVE | 2008年3月19日  | 10 YEARS ANNIVERSARY MEGALOPOLIS TOUR 2008 LIVE DVD at SHIBUYA CLUB QUATTRO | DVD  | AVBT-91054 |
| LIVE | 2013年6月5日   | m.o.v.e THE LAST SHOW CHAMPAGNE FIGHT                                       | DVD  | AVBT-91059 |

## タイアップ一覧
| 起用年 | 楽曲                                              | タイアップ                                                                                                  |
| ------ | ------------------------------------------------- | --- |
| 1997年 | ROCK IT DOWN                                      | テレビ東京系「ASAYAN」オープニングテーマ                                                                    |
| 1997年 | ROCK IT DOWN                                      | アニメ「頭文字D」挿入歌                                                                                     |
| 1998年 | around the world                                  | アニメ「頭文字D」オープニングテーマ                                                                         |
| 1998年 | over drive                                        | テレビ東京系「ASAYAN」エンディングテーマ                                                                    |
| 1998年 | Rage your dream                                   | アニメ「頭文字D」エンディングテーマ                                                                         |
| 1998年 | Bust the Future Wall [move into the rockin' beat] | アニメ「頭文字D」挿入歌                                                                                     |
| 1998年 | Bust the Future Wall [move into the rockin' beat] | プレイステーションゲーム『JGTC -ALL JAPAN GRAND TOURING CAR CHAMPIONSHIP-』イメージソング                   |
| 1998年 | Wanna fly to be wild                              | アニメ「頭文字D」挿入歌                                                                                     |
| 1998年 | See you, my best love                             | アニメ「頭文字D」挿入歌                                                                                     |
| 1998年 | take me higher                                    | アニメ「頭文字D」挿入歌                                                                                     |
| 1998年 | past days～追憶                                   | アニメ「頭文字D」挿入歌                                                                                     |
| 1998年 | BREAK IN2 THE NITE                                | アニメ「頭文字D」オープニングテーマ                                                                         |
| 1999年 | platinum                                          | テレビ東京系「スキヤキ!!ロンドンブーツ大作戦」オープニングテーマ                                            |
| 1999年 | Blazin' Beat                                      | アニメ「頭文字D Second Stage」オープニングテーマ                                                            |
| 2000年 | words of the mind ～brandnew journey～            | テレビ東京系「ASAYAN」エンディングテーマ                                                                    |
| 2000年 | words of the mind ～brandnew journey～            | 光通信「phonet a」TVCMソング                                                                                |
| 2000年 | sweet vibration                                   | たかの友梨ビューティクリニックTVCMソング                                                                    |
| 2000年 | sweet vibration                                   | TBSテレビ系「CDTV」エンディングテーマ                                                                       |
| 2000年 | sweet vibration                                   | コーエー社ゲーム「真・三国無双」イメージソング                                                              |
| 2000年 | Can't Quit This KNOCK'EM OUT                      | プレイステーション2専用ゲーム「真・三國無双」主題歌                                                         |
| 2001年 | Gamble Rumble                                     | 映画「頭文字D Third Stage」オープニングテーマ                                                               |
| 2001年 | Gamble Rumble                                     | プレイステーション2専用ゲーム「頭文字D Special Stage」オープニングテーマ/CMソング                           |
| 2001年 | Gamble Rumble                                     | アーケードゲーム「頭文字D Arcade Stage Ver.2,頭文字D Arcade Stage Version 3」オープニングテーマ             |
| 2001年 | Strike On                                         | 映画「頭文字D Third Stage」挿入歌                                                                           |
| 2001年 | SUPER SONIC DANCE                                 | テレビ東京系「スキヤキ!!ロンドンブーツ大作戦」エンディングテーマ                                            |
| 2001年 | FLY ME SO HIGH                                    | ゲーム「エナジーエアフォース」テーマソング                                                                  |
| 2001年 | FLY ME SO HIGH                                    | 日本テレビ系「TOYOTA PRINCESS CUP 2001」（女子テニス協会主催 トヨタ・プリンセス・カップ）大会イメージソング |
| 2001年 | come together                                     | TBS系列「ワンダフル」テーマソング                                                                           |
| 2002年 | Romancing Train                                   | テレビ東京系アニメ『FF：U ～ファイナルファンタジー:アンリミテッド～』エンディングテーマ                     |
| 2002年 | FUTURE BREEZE                                     | TBSテレビ系「CDTV-Neo」オープニングテーマ                                                                   |
| 2002年 | ¡WAKE YOUR LOVE!                                  | テレビ東京系アニメ「アソボット戦記五九」エンディングテーマ                                                  |
| 2003年 | BURNING DANCE                                     | テレビ東京系テレビアニメ『アソボット戦記五九』エンディングテーマ                                            |
| 2003年 | Drivin' Through The Night                         | AT-X系テレビアニメ『一騎当千』オープニングテーマ                                                            |
| 2003年 | WORLD'S END -Rebirth-                             | TX系「Game Jockey」オープニングテーマ                                                                       |
| 2004年 | DOGFIGHT                                          | アニメ「頭文字D Fourth Stage」前期オープニングテーマ                                                        |
| 2004年 | DOGFIGHT                                          | PlayStation Portable専用ゲーム 頭文字D Street Stage 主題歌                                                  |
| 2004年 | Blast My Desire                                   | アニメ「頭文字D Fourth Stage」前期エンディングテーマ                                                        |
| 2004年 | DEEP CALM                                         | TX系「ピカピカプリンス」エンディング・テーマ                                                                |
| 2004年 | GHETTO BLASTER                                    | X-TRAIL Cup in お台場オフィシャルソング                                                                     |
| 2004年 | GHETTO BLASTER                                    | 2004 Swatch-Fivb World Tour大阪大会イメージソング                                                           |
| 2004年 | GHETTO BLASTER                                    | MBS系音楽番組「Fuzz」8月度エンディングテーマ                                                                |
| 2005年 | How To See You Again                              | TBS系 「世界バリバリ★バリュー」エンディングテーマ                                                           |
| 2005年 | How To See You Again                              | MBSテレビ「アニメシャワー」オープニングテーマ                                                               |
| 2005年 | How To See You Again                              | 「TOKYO AUTO SALON 2005 with NAPAC」CMソング                                                                |
| 2005年 | Noizy Tribe                                       | アニメ「頭文字D Fourth Stage」後期オープニングテーマ                                                        |
| 2005年 | Nobody reason ～ノアの方舟                        | アニメ「頭文字D Fourth Stage」後期エンディングテーマ                                                        |
| 2005年 | FREAKY PLANET                                     | オンラインREMIXコンテスト「ACID planet」                                                                    |
| 2005年 | DISCO TIME                                        | TBS系「エンタメキャッチ」オープニングテーマ                                                                 |
| 2005年 | 雷鳴 ～out of kontrol～                           | 第21回東日本女子駅伝大会テーマ曲                                                                            |
| 2005年 | 雷鳴 ～out of kontrol～                           | アーケードゲーム「頭文字D ARCADE STAGE 4」オープニング曲                                                    |
| 2005年 | ANGEL EYES                                        | TBS系「世界バリバリ★バリュー」1～3月度エンディングテーマ                                                    |
| 2006年 | NAMIDA 3000                                       | セガゲームソフト「頭文字D STREET STAGE」CM曲                                                                |
| 2006年 | NAMIDA 3000                                       | アーケードゲーム「頭文字D ARCADE STAGE 4」エンディング曲                                                    |
| 2006年 | DISINFECTED GENERATION                            | ｢マイルドセブン JAPAN CROSS GAME MASTERS SBX 2006｣大会イメージソング                                        |
| 2007年 | SYSTEMATIC FANTASY                                | テレビ東京系「激走!GT」2007年度エンディングテーマ                                                           |
| 2007年 | Good Day Good Time                                | テレビ東京系「激走!GT」 2006年度エンディングテーマ                                                          |
| 2007年 | SPEED MASTER                                      | 映画「SPEED MASTER」エンディングテーマ                                                                      |
| 2008年 | DIVE INTO STREAM                                  | プレイステーション3専用ゲーム「頭文字D Extreme Stage」オープニングテーマ                                    |
| 2008年 | KEEP ON MOVIN'                                    | プレイステーション3専用ゲーム「頭文字D Extreme Stage」エンディングテーマ                                    |
| 2008年 | 蒼穹のflight                                      | OVA「頭文字D Extra Stage 2 ～旅立ちのグリーン～」オープニングテーマ                                         |
| 2008年 | 蒼穹のflight                                      | プレイステーション3専用ゲーム「頭文字D Extreme Stage」収録曲                                                |
| 2009年 | BLAZABILITY                                       | アーケードゲーム『頭文字D ARCADE STAGE 5』 オープニングテーマ                                               |
| 2009年 | Lady Butterfly                                    | アーケードゲーム『頭文字D ARCADE STAGE 5』 エンディングテーマ                                               |
| 2010年 | Fate Seeker                                       | シーアンドシーメディア社ゲーム「TARTAROS-タルタロス-」テーマソング                                          |
| 2010年 | Fate Seeker                                       | NTV系「歌スタ!!」オープニング・テーマ                                                                       |
| 2010年 | The Pacific Caravan                               | アーケードゲーム「頭文字D EXTREME STAGE」エンディングテーマ                                                 |
| 2011年 | oveRtaKerS                                        | 映画「ガクドリ」主題歌                                                                                      |
| 2011年 | The Double Ace                                    | アーケードゲーム『頭文字D ARCADE STAGE 6 AA』 オープニングテーマ                                            |
| 2011年 | BIRD                                              | アーケードゲーム『頭文字D ARCADE STAGE 6 AA』 エンディングテーマ                                            |
| 2012年 | ダイアの花                                        | テレビ東京「アニソンぷらす」2012年2月度EDテーマ                                                             |
| 2012年 | ダイアの花                                        | 「Anime-TV」2012年2月度OPテーマ                                                                             |
| 2012年 | XII                                               | 大阪オートメッセ2012 テーマソング                                                                           |
| 2012年 | XII                                               | とちぎテレビ「CarXs」2012年2月度・3月度EDテーマ                                                             |
| 2012年 | NATIVE SHOUT                                      | 東京オートサロン2012テーマソング                                                                            |
| 2013年 | Raise Up                                          | アニメ「頭文字D Fifth Stage」オープニングテーマ                                                             |
| 2013年 | Cross the X                                       | アーケードゲーム『頭文字D ARCADE STAGE 7 AAX』 オープニングテーマ                                           |
| 2013年 | Ignite The Fire                                   | D1 GRAND PRIX TOKYO DRIFT IN ODAIBA テーマソング                                                            |
| 2013年 | Gamble Ramble ～Stage 7 Version～                 | アーケードゲーム『頭文字D ARCADE STAGE 7 AAX』収録曲                                                        |
| 2013年 | 夕愁想花                                          | アニメ「頭文字D Fifth Stage」エンディングテーマ                                                             |
| 2014年 | Outsoar The Rainbow                               | アニメ「頭文字D Final Stage」オープニングテーマ                                                             |
| 2014年 | Outsoar The Rainbow                               | アーケードゲーム『頭文字D ARCADE STAGE 8 ∞』 オープニングテーマ                                             |
| 2014年 | Days                                              | アニメ「頭文字D Final Stage」挿入歌                                                                         |

## 出演

### テレビ
- 王様のブランチ（2000年1月15日）
- COUNT DOWN TV（2000年1月15日・2001年2月10日）
- HEY! HEY! HEY! MUSIC CHAMP（2000年1月17日）
- うたばん（2000年2月3日）
- CDTV-Neo（2001年1月12日・2002年3月1日）
- MUSIX!（2001年1月14日・7月1日・2002年3月10日・6月25日）
- 音楽通信（2001年1月16日）
- 速報!歌の大辞テン!!（2001年1月17日）
- 伝説音舗～うれる堂～（2001年1月28日・2月11日・3月18日・6月17日）
- music-enta（2001年2月21日）
- AX MUSIC-FACTORY（2001年6月21日・8月16日・12月19日・2002年3月14日）
- MelodiX!（2001年12月18日・2002年6月28日）
- Tokyo club gang（2002年3月2日・6月15日）
- MUSIC YELL!ジャポ音（2002年3月24日）
- 音楽的流行（2002年11月27日）
- ピカピカプリンス（2003年10月11日・2004年2月21日）
- 音楽戦士 MUSIC FIGHTER（2005年1月28日）
- 音時間（2005年9月27日・2007年8月28日・2008年7月29日・2009年1月13日）
- ウタカタ（2006年1月23日）
- 激走!GT（2006年3月19日）
- BRAND NEW～ブランニュー（2007年1月7日）
- TOKYO DRIFT GIRLS（2009年4月21日）
- アニぱら音楽館（2009年8月12日・2011年10月16日）
- アニソンぷらす（2009年8月17日）
- ドリームクリエイター（2011年5月11日）
- STUDIO MUSIX（2012年11月4日）

### ラジオ
- THE ROCK'N DREAMERS〜move "Massive Beat"（NACK5：1999年1月-2002年6月）
- PLANET BEAT（RADIO BERRY：2002年10月-2003年3月）[11]